# Карл Кол
Карл Юлиус Адалбертович Кол (на руски: Карл Юлиус Адальбертович Коль) е руски офицер, генерал-лейтенант. Участник в Руско-турската война (1877-1878).

## Биография
Карл Кол е роден през 1822 г. в семейството на шведски аристократ. Служи в руската армия от 1841 г.
Участва в Сръбско-турско-черногорската война (1876). Награден е със златно оръжие „За храброст“.
Участва в Руско-турската война (1877-1878). Командир е на 6-и Либавски пехотен полк. Полкът е в състава на сборния отряд с командир генерал-майор Александър Имеретински. Има основен принос в превземането на Ловеч на 22 август 1877 г. Бие се храбро и е ранен при третата атака на Плевен. Назначен е за временен командир на 1-ва бригада от 2-ра пехотна дивизия с повишение във военно звание генерал-майор от 25 септември 1877 г. Награден е с орден „Свети Станислав“ I степен с мечове (1878).
След войната е назначен за командир на 1-ва Туркестанска линейна бригада. Повишен е във военно звание генерал-лейтенант от 22 януари 1888 г.